# Coussarea impetiolaris
Coussarea impetiolaris là một loài thực vật có hoa trong họ Thiến thảo. Loài này được Donn.Sm. mô tả khoa học đầu tiên năm 1904.